# Kasteel McDuck
Kasteel McDuck is een fictief kasteel in Schotland uit de Disneywereld rond Dagobert Duck.
Het kasteel was voor het eerst te zien in het verhaal The Old Castle's Secret van Carl Barks. Het enige andere verhaal van Barks waarin Kasteel McDuck voorkwam is The Hound of the Whiskervilles.
Don Rosa gebruikte het kasteel in De jonge jaren van Oom Dagobert, delen 1, 5 en 9 en in A Letter from Home/The Old Castle's Other Secret. Het kasteel staat in de fictieve locatie Dismal Downs (in Nederlands; Somber Moeras), ergens in het (niet-fictieve) Rannoch Moor. De clan McDuck verhuisde van het kasteel in 1675 (op een aantal geesten na) naar het fictieve dorp MacDuich vanwege een monsterlijke duivelse hond.
Ander striptekenaars gebruikten het kasteel ook. Het bekendste verhaal buiten het Barks/Rosa-universum is dat van Daniel Branca met de titel The Sobbing Serpent.
Volgens De jonge jaren van Oom Dagobert is het kasteel gebouwd in 400 na Christus. Dagobert Duck werd heer van de clan McDuck en eigenaar van het kasteel en de landerijen na de dood van zijn vader, Fergus McDuck. Tevens heeft hij het kasteel vele jaren financieel gesponsord, zodat de familie McDuck in 1885 weer in het kasteel kon gaan wonen.
Het is niet duidelijk wie het kasteel heeft geërfd na Dagoberts onofficiële dood in 1967. Volgens zowel Barks als Rosa zijn Dagoberts achterneven Kwik, Kwek en Kwak de meest waarschijnlijke kandidaten.

## Televisie
In de televisieserie DuckTales verscheen het kasteel McDuck in de aflevering De Vloek van Kasteel McDuck. Dagobert en zijn neven onderzoeken een crisis in Schotland. Die aflevering is losjes gebaseerd op The Hound of the Baskervilles.